# Dzsejtun-kultúra

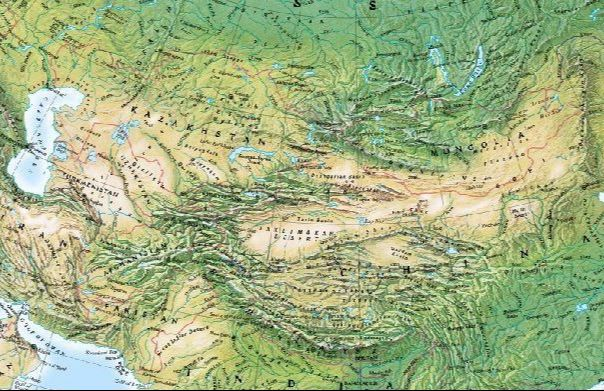
Közép-Ázsia földrajzi térképe

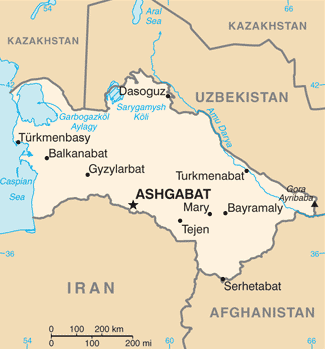
Türkmenisztán térképe

A Dzsejtun-kultúra újkőkorszaki régészeti kultúra. Névadója, a Jeýtun orosz nyelvből átírva: Dzsejtun régészeti lelőhely Aşgabattól, a Türkmenisztán fővárosától mintegy 30 kilométerre észak-északnyugatra található, a Kara-kum sivatag déli peremének homokbuckái között. A domb eredeti állapotában mintegy 3-3,5 méternyire magasodott a közvetlen környék fölé. A régészeti feltáráson – és a közelében levő, hasonló korból származó lelőhelyeken – az ember élelemtermelő életmódra és letelepedésre történő áttérése (neolitikus forradalom) körülményeinek jellegzetes és jelentős tárgyi emlékeit hozták napvilágra.
A dzsejtuni és környező régészeti lelőhelyeken olyan régészeti leleteket tártak fel, amelyek jellegzetes – nemzetközileg elismert – társadalomfejlődési körülményeket képviselnek, ezért ezt a (hegylábmenti sivataggal érintkező térségű) fejlődési korszakot a helyszínről Dzsejtun-kultúra néven nevezték el.

## A kultúra jellege és szerepe
A Dzsejtun-kultúra és más közép-ázsiai oáziskultúrák a közel-keleti neolitikus civilizációk ún. másodlagos peremét alkották, amelyeknek fontos közvetítő szerepe volt a neolitikus forradalom vívmányainak az északi sztyeppevidék felé elterjesztésében. Az Urál közeli sztyeppe jellegzetes kerámiaformái és díszítései is visszavezethetők a Dzsejtun-kultúráig. 

## Közép-Ázsia régészete
Közép-Ázsia régészeti emlékei iránt a 19. század végén ébredt fel az európai tudomány érdeklődése. A. V. Komarov, a térség orosz főkormányzója, az 1880-as évek elején kisebb ásatásokat indított az Aşgabat közelében fekvő Änew (Anau) település környékén. Kiderült, hogy a falutól északra levő dombok őskori maradványokat rejtenek. Eredményeire felfigyelvén, amerikai régészek egy csoportja, Raphael Pumpelly vezetése alatt, 1903-1904-ben gondos munkával feltárta az anaui oázis két dombját.
Pumpelly annak idején az indoeurópai (árja) népek vándorlásaira keresett magyarázatot. Az ásatások révén a mezőgazdaság keletkezésének okait is vizsgálni kényszerült. Úgy találta, hogy az anaui oázis növénytermelő és állattenyésztő kultúrája helyi eredetű, elszigetelten, külső hatások nélkül jött létre. A pleisztocén végi általános szárazság (deszikkáció) a mindeddig vadászatból és gyűjtögetésből élő lakosságot az oázisokba terelte. A hasznos növényekben és állatokban gazdag oázisok növekvő népessége fokozatosan megtanulta a növénytermesztést és állattenyésztést, majd amikor az oázis már nem volt képes eltartani az így még inkább növekvő népességet, megkezdődött és huzamosabb ideig folyamatos volt a fölösleg elvándorlása. Pumpelly ásatásai óta Anau kulcsfontosságú lelőhelynek számított az újkőkorral foglalkozó tanulmányokban.
Pumpelly régészeti anyaga a Közel- és Közép-Kelet későbbi ásatásain előkerült leletek mércéje volt. A mezőgazdaság keletkezésének Pumpelly és munkatársai kidolgozta elmélete pedig hosszú időn át befolyásolta mindazok szemléletét, akik a gyűjtögető és zsákmányoló életmódról a termelő gazdálkodásra való áttérés okait vizsgálták. Az úgynevezett oázis-elméletet végül Gordon Childe munkái fejtették ki, az 1920-as évek második felétől kezdődő évtizedekben. A termelő gazdálkodás kialakulásában közrejátszó okokat Childe is a természeti környezet változásaira vezette vissza, s elmélete ennyiben kétségtelenül environmentalista jellegű (environment= ang.: „környezet"); ám azon belül ő az átalakulás gazdasági törvényszerűségeinek feltárására és társadalmi következményeinek körültekintő elemzésére törekedett, így munkássága termékenyítő hatással volt minden későbbi kutatásra, azokéra is, akik időközben – jó okból – más elméleti kereteket választottak.
Anau korán felismert jelentősége arra késztette a régészeket, hogy tüzetesen átkutassák Türkmenisztán sivatagjait és oázisait a régmúlt maradványai szempontjából. A térség déli része Iránhoz, az északi rész pedig a Szovjetunióhoz, a Türkmén Szovjet Szocialista Köztársasághoz tartozott. A szovjet-iráni határ mindkét oldalán jelentős régészeti feltárások folytak.
Az 1930-as években több helyütt is az Anauból ismert kerámiánál régiesebbnek látszó edénytöredékek kerültek napvilágra. Mint utóbb kiderült, a dzsejtuni kultúra emlékei. Először a Keljata vasúti megálló közelében, Novaja Nisza, majd pedig Togolok-depe dombjain. Ebben az időben a szovjet régészet főként Közép-Ázsia történetének későbbi korszakaival volt elfoglalva. A párthus kor, a Kusán Birodalom, a középkori Hvárezm emlékeinek nagyszabású feltárása mellett a neolitikum maradványait legfeljebb számon tartani tudták. A. A. Maruscsenko azonban már ekkor észrevette, hogy a szórványos leletanyagból egy letelepült zsákmányoló és részben földművelő műveltség körvonalai bontakoznak ki.

## Lelőhelyek
A második világháborút követő évek döntő fordulatot hoztak. 1946-ban megalakult a Dél-Türkmenisztáni Komplex Régészeti Expedíció (Juzsno-turkmenyisztanszkaja arheologicseszkaja kompleksznaja ekszpegyicija, rövidítve: JuTAKE), amelynek egyik feladata éppen az őskor kutatása volt. A JuTAKE kutatócsoportjai, eleinte A. P. Okladnyikov, majd rövid időre B. A. Kuftyin irányítása mellett, valóban számos korai lelőhelyet fedeztek fel (Dzsejtun, Bami, Csopan-depe stb.). V. M. Masszon 1952 óta vesz részt az expedíció munkájában.
A dzsejtuni ásatások már Masszon vezetésével kezdődtek meg, 1955-ben, és kilenc év múlva, 1963-ban értek véget, a település teljes feltárásával. Masszon és munkatársai ezzel párhuzamosan rendszeres terepbejárásokat végeztek, hogy megbízható képet szerezzenek a térség őskori emlékeiről. 1957 és 1959 között Csopan-depe ásatásai, 1959 és 1961 között több más domb részleges feltárása, 1962-1963-ban pedig Csagilli-depe ásatásai voltak a legfontosabb kiegészítő kutatások.
Maga a probléma, amelyet Masszon Dzsejtunban és környékén vizsgálni kezdett, időközben egyetemes jelentőséget kapott. A Közel-Keleten több nagyszerű lelőhelyet tártak fel az élelemtermelő gazdálkodás kezdeti időszakából. Megindult Mezoamerika régészeti kutatása. Világossá vált, hogy az élelemtermelő gazdálkodásra való áttérés az egész emberi történelem fontos állomása. Kitűnt, hogy a folyamat törvényszerűségei csak akkor tisztázhatók, ha a gondos régészeti kutatások nagyfokú elméleti igényességgel és módszertani leleményességgel párosulnak. Dél-Türkmenisztán neolitikuma, mint kiderült, szoros kapcsolatban állt a közel- és közép-keleti térség élelemtermelő kultúráival. A Dzsejtunban és környékén ásató régészek alkalmasint eleve tisztában voltak azzal, hogy az általuk feltárt anyag jelentősége több mint helytörténeti. Ásatásaik a feltárás és feldolgozás módszereit tekintve a korszak legjobb színvonalán álltak. Maguk sokat tanultak a Közel-Kelet és Mezoamerika régészetétől. De munkájukra a nemzetközi régészet is figyelt. Az Antiquity c. folyóirat 1961-ben Masszon egy cikkét közölte, s ettől kezdve a dzsejtuni kultúra ásatásairól beszámoló dolgozatok helyet kaptak a vezető angol, amerikai, olasz szaklapok hasábjain is, többnyire az orosz közleményekből fordítva, néha azonban már az orosz nyelvű kiadás előtt. Dél-Türkmenisztán kő- és bronzkora vitathatatlanul a nemzetközi régészet egyik nagy szenzációja lett.
A dzsejtuni kultúra főbb lelőhelyei hosszabb időszakot fognak át; már pusztán a kultúr-rétegek vastagságából is erre kell következtetni. A leletanyag gazdagsága, a lelőhelyek anyagában mutatkozó párhuzamok és különbségek lehetővé teszik, hogy megállapítsák a relatív időrendet.

### Dzsejtun
Dzsejtun Aşgabattól, a Türkmenisztán fővárosától mintegy 30 kilométerre észak-északnyugatra található, a Kara-kum sivatag déli peremének homokbuckái között. A domb eredeti állapotában mintegy 3-3,5 méternyire magasodott a közvetlen környék fölé. Ezt a magasságot az emberi település maradványai, az ezeket ismét beborító futóhomok újabb 2 méterrel növelték. Tetejét sivatagi növényzet nőtte be. A régészeti feltáráson – és a közelében levő, hasonló korból származó lelőhelyeken – az ember élelemtermelő életmódra és letelepedésre történő áttérése körülményeinek jellegzetes (hegyperemi, sivataggal érintkező térségű), jelentős tárgyi emlékeit hozták napvilágra. Jelentőségéből következően nevét korszak-jellemzőnek, (Dzsejtun-kultúra) tekintik.

### Bami
A legnyugatibb település, a vasútvonal megállójától. 2 kilométernyire fekszik. A domb mintegy 30 X 130 méter kiterjedésű. Eredeti állapotában alig emelkedett ki a tájból, s az i. e. 6-5. évezred óta is alig néhány métert nőtt. Tetején a középkorban is laktak. Neolitikus anyagában összesen 5 réteg különíthető el. A legalsó és legkorábbi, Bami- 1, alighanem csak kiegyenlítő feltöltés volt, mintegy 10 centiméter vastagságban. Az első építkezési rétegben (Bami-2) agyaggal tapasztott padlókat tártak fel, a padlóba mélyített tűzgödrökkel. A Bami-3. réteg házait körülbelül 40 centiméter széles, 17 centiméternyi magas kőalapokra építették, a dzsejtuni kultúrában teljesen szokatlan módon. A padlót változatlanul agyaggal tapasztották. A Bami-4. réteg házai teljesen dzsejtuni jellegűek. A legfelső réteg (Bami 5), erősen lepusztult. Valószínűnek látszik, hogy ezt a szintet, miután lakói elhagyták, valamilyen nagyobb árvíz öntötte el, amely aztán elmosta a házakat. Hasonló árvizek nyomai máshol is felfedezhetők, például a Meani-Csaacsi völgyében, mondjuk, Csakmakli-depén. Az árvíz szintje fölött a területet vastag kavicsréteggel töltötték fel, s ezen épült a bronzkori település. A kavicsrétegben Anau IA -jellegű kerámiát találtak – ez is hozzájárult a dzsejtuni kultúra kronológiai helyzetének megállapításához.

### Togolok-depe
A kultúra központjában fekszik, a geok-tepei kerület Orta-Jajli nevű községe közelében. A domb tetején középkori vár maradványai állnak. A próbaásatások eredményei alapján a dzsejtuni kultúrához tartozó emlékanyagban legalább három réteg különböztethető meg. Az építkezés jellege és a tárgyi leletek minden tekintetben igen közel állnak a Dzsejtunban feltárt anyaghoz.

### Csopan-depe
Fontos következtetéseket sugalltak Csopan-depe ásatásai. A lelőhely a geok-tepei kerület székhelyétől 7,5 kilométerre keletre fekszik. A környék telis-tele van neolithikus emlékekkel. Togolok-depe innen alig 4-5 kilométerre, Tilkin-depe, egy a dzsejtuni kultúránál valamivel fiatalabb lelőhely még ennél is közelebb esik. Maga a domb a Kara-Kum peremétől 3-4 kilométerre, egy hegyaljai síkságon, körülbelül 180 méter hosszan húzódik, délnyugat-északkeleti irányban; mintegy 5 méter magas. Kiterjedését tekintve, a dzsajtuni kultúra legnagyobb települése. Nagysága alighanem megfelel egykori jelentőségének. Több ízben is ásni kezdték, de csak a dzsejtuni település feltárása során nyert tapasztalatokkal jutottak helyes ítéletre. Az egészében véve dzsejtuni jellegű lakóházak padlóját itt is rendszerint vékony mészhabarcs réteg fedte. Erre legtöbbször gyékényszőnyeget terítettek. A település némely pontjain több ház állt szorosan egymás mellett, egymással egy vonalban.
Csopan-depe kiterjedése alighanem megkívánta a település bizonyos mértékű rendezettségét. Az egymás mellé épült házak talán hosszabb időn át fennmaradt utcaszerkezet nyomai.
A településen néhány sírt is találtak. A lakosság a Közel-Kelet egykorú településein általában a házak földjébe temetkezett. A félig zsugorított helyzetben eltemetett halottak feje tájékát többnyire okker festékkel szórták be. Ez a hagyomány korábbi és későbbi időkből egyaránt jól ismert a Kaszpi-tengertől keletre eső térségben, s így arra enged következtetni, hogy a térség mezolitikuma és Dzsejtun, illetve a dzsejtuni kultúra és a rá következő korszakok között nem szakadt meg a folyamatosság.

### Peszedzsik-depe
Alig másfél kilométernyire fekszik Togolokdepétől. Jól észrevehető, hogy mindkét település ugyanabban az egykori oázisban állt. A település négy rétegében a lakóházak lényegében dzsejtuni jellegűek. A házak közül az egyik szokatlanul nagy méretű: körülbelül 64 négyzetméter alapterületű. Beosztása a dzsejtuni házakéhoz hasonló. Padlóját alabástrom lapokkal rakták ki. A tűzhellyel szemközti fal fehér mészhabarcs vakolatára fekete és vörös festékkel geometrikus díszítést és állatábrázolásokat festettek. A ház minden valószínűség szerint közösségi rendeltetésű volt.

### Mondzsukli-depe
Végül, a dzsejtuni kultúra délkeleti részein, Meana község közelében, két településen végeztek ásatásokat. A községtől keletre, a térség legnagyobb – és időközben ugyancsak nagy hírre jutott – bronzkori lelőhelyének (Altin-depe) közvetlen szomszédságában, a középső és kései dzsejtuni kultúra emlékeit őrizte meg.

### Csagilli-depe
Meana községtől 8-9 kilométerre keletre fekszik, jellegzetes dzsejtuni település. A legfelső (I.) réteg itt is csaknem teljesen lepusztult, az alsóbbak viszont gazdag anyagot őriztek meg. A IV-II. rétegekben az építkezéseknél használt „tégla", a házak alaprajza, belső elrendezése egyaránt dzsejtuni jellegű. Az alsó rétegek (XII-V.) korábbiak, mint a dzsejtuni kultúra. A dzsejtuni telep középpontjában egy, a szokásosnál valamivel nagyobb méretű lakóház állt; a helyiségnek talán valami közösségi rendeltetése (is) volt. Ugyanezen a helyen a dzsejtuni kultúrához tartozó rétegek mindegyikében valami hasonló kitüntetett épület állt.